# Bacuag
Bacuag, también conocido como  Bacnag, es un municipio filipino de quinta categoría, situado en la parte nordeste de la isla de Mindanao. Forma parte de la provincia de Surigao del Norte situada en la Región Administrativa de Caraga, también denominada Región XIII. Para las elecciones está encuadrado en el Segundo Distrito Electoral.

## Geografía
Municipio situado a lo largo de la costa noreste de Mindanao, en la parte oriental de la provincia en el estrecho de Hinatuán (Hinatuan Passage) en el mar de Filipinas frente a la isla de Masapelid, 44 kilómetros al este de Surigao, la capital provincial.
Su término linda al norte con la costa; al sur con el municipio de La Alegría; al este con el Gigaquit; y al oeste con los de Mainit y Tubod.
A mediados del siglo XIX de hallaba situado sobre la playa del mar, al este de provincia de Caraga, en posición combatida por los vientos de N. E. y S. O.. El Clima es cálido y poco
saludable.
En 1918, durante la ocupación estadounidense de Filipinas,  alcanza la condición de municipio, siendo su territorio segregado del término de Higaquit.

### Barangays
El municipio de Bacuag se divide, a los efectos administrativos, en 9 barangayes o barrios, conforme a la siguiente relación:
| - Cabugao - Cambuayon | - Campo - Dugsangon | - Pautao - Payapag | - Población - Pungtod | - Santo Rosario |  |

### Comunicaciones
Bacuag se encuentra situado 44 kilómetros al este de la ciudad de Surigao, capital de la provincia, y  119 kilómetros al norte de la ciudad de Butuan.
Por ambas ciudades transcurre la  Autopista Marhalika denominada oficialmente  Pan-Philippine Highway de donde parte la carretera costera que comunica Surigao con Dávao, atravesando el municipio entre las poblaciones de Placer y Gigaquit.

### Demografía
A mediados del siglo XIX, año de 1845,  contaba con una población de 405 almas,

"...BACUAG ó BACNAG; visita ó anejo que forma jurisd. civil y ecl. con Surigao (del cual dist. 2 y. leg.) Taganan, Placer, Gigaquit, Nonoc y Dinagat ó Dinagad , en la isla
de Mindanao, prov. de Caraga, dióc. de Cebú:..."

"...Tiene como unas 70 casas de sencillísima construcción y la llamada tribunal que es de mejor fábrica...." 

"...Se comunica con los pueblos limítrofes con quienes confina, que son Gigagit, como á 1 leg., y con Placer á igual distancia ;..."
Buzeta y Bravo, Tomo 1, página 321 BAC

## Economía
A mediados del siglo XIX, según Buzeta y Bravo,  la ocupación de sus escasos habitantes, y de los de su mayor parte de sus inmediatos, la elaboración de las minas que hay en este último y en otros, cuyo recurso es el principal para atender con sus productos a su subsistencia.

## Historia
El primer asentamiento de Bacuag data del siglo XVI estableciéndose en Panhutungan.Algunos años más tarde el lugar fue abandonado trasladándose sus vecinos al paraje costero conocido como Lungsod Daan, próximo a Gigaquit.
El actual territorio de Surigao del Norte fue parte de la provincia de Caraga durante la mayor parte del período español.
Así, a principios del siglo XX la isla de Mindanao se hallaba dividida en siete distritos o provincias.
El Distrito 3º de Surigao, llamado hasta 1858  provincia de Caraga, tenía por capital el pueblo de Surigao e incluía la  Comandancia de Butuan.
Uno de sus pueblos era Gigaquit de 9,997, con las visitas de Bacuag, Claver y Taganito, hoy barrio de Claver;
En 1851 el poblado quedó destruido por un tifón, solicitando los vecinos un lugar más seguro donde establecerse.
El 2 de marzo de 1853 lo solicita formalmente un grupo de Kapitanes, a saber: Simón Efrén, Antonio Odjinar, Agustín Opalia de los Santos, Juan Ugay Mariano y Cipiano Orquina Francisco.
La petición fue autorizada por el párroco de Gigaquit,  Gregorio Logroño, y en 1855 la población de Bacuag fue trasladado a su actual emplazamiento.
En 1880 se inicia la llegada de los colonos visayos, la mayoría procedentes de la isla de Bohol. Fueron bien recibidos por los naturales del lugar.
El 1 de enero de 1919, durante la ocupación estadounidense de Filipinas, Bacuag se convirtió en un municipio en la provincia de Surigao.
Su primer alcalde fue Lucas Patiño y en el momento de su creación, tenía sólo cinco barrios: Cabugao, Cambuayon, Dugsangon, Población y Payapag.En 1960, se añadió el barrio de Pautao. En 1964, los barrios de Campo y Santo Rosario. En 1967 Pungtod se convirtió en el noveno barrio.

## Festival
- Sirong Festival, en honor de su patrona la Virgen del Santo Rosario, se celebra los días 7 y 8 de octubre. Destacan pasacalles con tambor y corneta,  concursos de baile y de belleza, y exposición agroindustrial.[13]